# Babiana ambigua
Babiana ambigua är en irisväxtart som först beskrevs av Johann Jakob Roemer och Schult., och fick sitt nu gällande namn av Gwendoline Joyce Lewis. Babiana ambigua ingår i släktet Babiana och familjen irisväxter. Inga underarter finns listade i Catalogue of Life.

## Bildgalleri

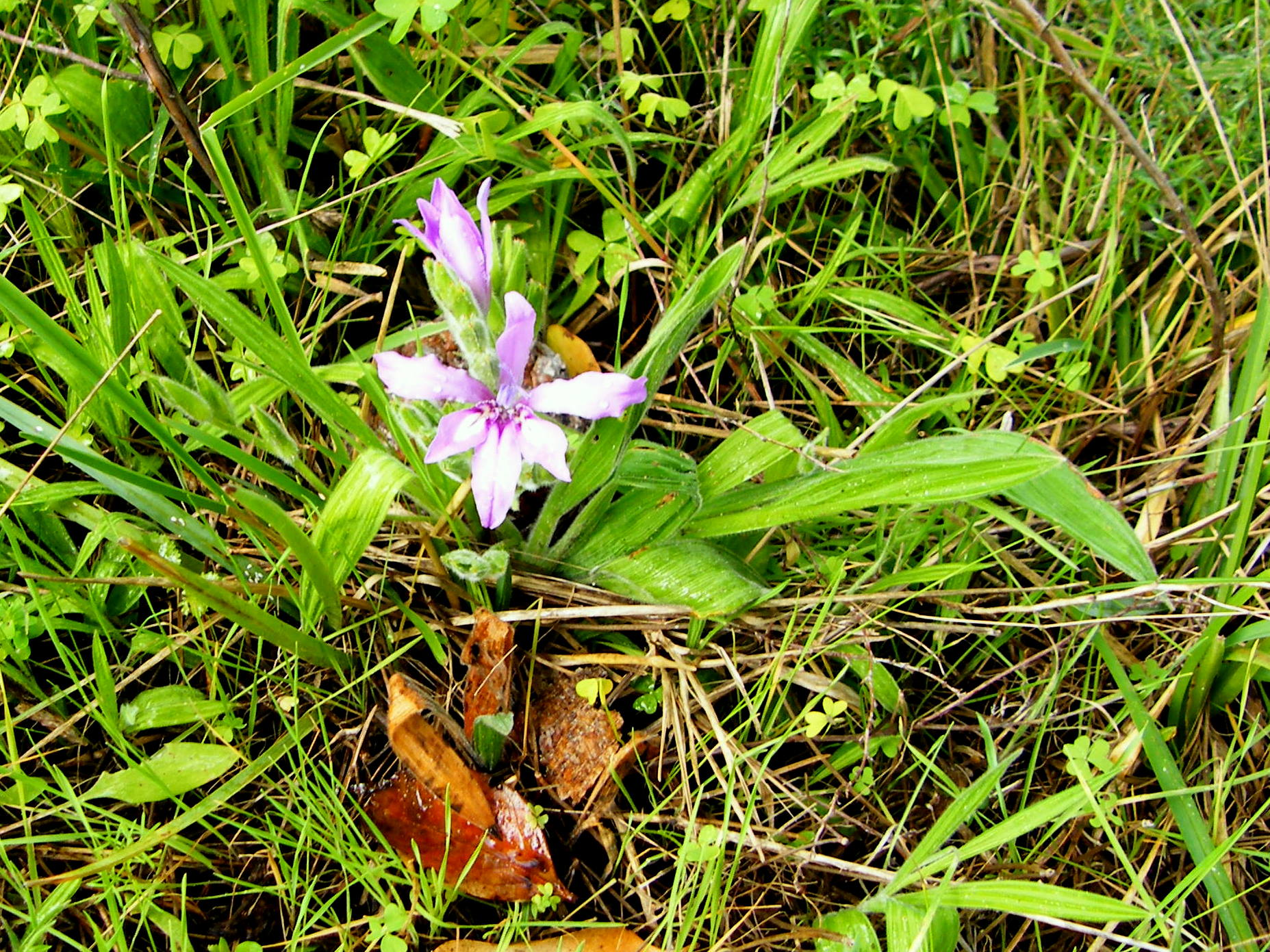